# Gurli M. Nielsen
Gurli M. Nielsen gift Hansen født 1918 var en dansk atlet. Hun var medlem af Østerbro-klubben Københavns IF og vandt de første syv dansk mesterskab i diskoskast fra 1944 til 1950 og satte to danske rekorder det sidste på 36,85 i 1947 blev også hendes bedste resultat i karrieren. Hun var med i fire landskampe.

## Danske mesterskaber
- Guld 1950 Diskoskast 32,33
- Guld 1949 Diskoskast 34,92
- Guld 1948 Diskoskast 34,39
- Guld 1947 Diskoskast 33,92
- Guld 1946 Diskoskast 33,54
- Guld 1945 Diskoskast 35,38
- Guld 1944 Diskoskast 34,90